# Herklotsichthys quadrimaculatus
Herklotsichthys quadrimaculatus är en fiskart som först beskrevs av Ruppell, 1837.  Herklotsichthys quadrimaculatus ingår i släktet Herklotsichthys och familjen sillfiskar. Inga underarter finns listade i Catalogue of Life.